# Stary Litwinów
 Stary Litwinów (ukr. Старий Литвинів) – wieś na Ukrainie, w obwodzie tarnopolskim, w rejonie tarnopolskim.
Do 2020 w rejonie podhajeckim.